# Michael Pointer (comics)
Michael Pointer est un personnage fictif dont le nom de code est l'arme Omega, un mutant de l'univers de Marvel Comics. Il a d'abord paru dans New Avengers #16 en tant que Collectif avant de devenir membre du gouvernement canadien en tant que Guardian et membre de l'Omega Flight. Il est actuellement membre des Dark X-Men, sous le nom de code Omega. 

## Biographie fictive
Pointer travaillait comme facteur en Alaska, ne sachant pas qu'il était un mutant à la capacité d'absorber l'énergie, les capacités, et même des personnalités d'autres mutants. Il est devenu par inadvertance le point focal de l'énergie mutante déplacées après le M-Day, mais aussi le maintien de l'esprit désincarné du défunt mutant Xorn, entre autres. Après avoir absorbé l'énergie, Pointer est devenu le Collectif. Avec son corps possédé par la conscience de Xorn, Pointer a commis un carnage en Amérique du Nord, tuant plus de 2 000 personnes. À la frontière canadienne, le Collectif a tué la plupart des membres originaux d'Alpha Flight. À Cleveland, en dehors du Rock and Roll Hall of Fame, il affronta Iron Man, Miss Marvel et Sentry. Grâce à cette rencontre, Spider-Man et la Vision, avec l'aide du SHIELD, ont été en mesure de déterminer la nature exacte de ses pouvoirs. 
Le Collectif se rendit ensuite à Genosha et a commencé à transférer ses pouvoirs au récemment démuté Magneto. Après la bataille qui s'ensuivit entre Magneto (maintenant sous l'influence de Xorn) et les Nouveaux Vengeurs, Pointer possédait une encore plus grande quantité d'énergie. Après Civil War, il a été forcé de rejoindre Omega Flight comme un moyen d'expiation pour les dommages qu'il fit en étant le Collectif.
En tant que membre de l'Omega Flight Pointer revêtit un costume conçu par Red Richards lui permettant de réglementer ses pouvoirs d'absorption. Au cours de la première mission de l'équipe, Pointer a aidé le groupe contre les forces combinées de la Wrecking Crew et la Grande Bête connu sous le nom Tanaraq. Après la bataille, Pointer obtient également le pardon de Talisman, qui réalise que Pointer est vraiment plein de remords pour le rôle indirect qu'il a joué dans l'attentat contre Alpha Flight.
Sous le nom de code de Weapon Omega, Pointer parut ensuite dans la série Marvel Comics Presents. Le gouvernement du Canada a requis l'aide de Pointer dans un projet Omega Weapon, dans lequel les super vilains capturés par Omega Flight ont été utilisées pour fournir de l'énergie à Pointer, son énergie collective commençait à s'estomper. La source de l'énergie était inconnue de Pointer et des autres membres de l'Omega Flight. Le gouvernement aurait également utilisé du MGH pour pomper «les pouvoirs des criminels et les rendre plus compatibles à Pointer, tout en utilisant la combinaison Guardian pour réguler le débit (l'utilisation de l'absorption des pouvoirs de Pointeur sur ces criminels leur a été fatal). Cela a causé de devenir la toxicomanie de Pointer, et seulement avec l'aide des autres membres de l'Omega Flight il fut capable de mettre un terme aux plans du gouvernement. À la fin de cette série, il a rejeté son rôle de Guardian. 
Il est également apparu dans Incredible Hercules # 117 dans une scène flashback où il a demandé à Harfang à rejoindre Omega Flight. Elle a violemment refusé, car il a tué ses ex-coéquipiers comme Collectif et était maintenant vêtu d'un costume uniforme semblable à l'original Guardian.

## Dark X-Men
Weapon Omega a été recruté pour rejoindre Emma Frost au sein des "Dark X-Men". Norman Osborn le pousse à redevenir  Weapon Omega pour «réparer» pour tous les morts qu'il a causé. Osborn tente d'utiliser un dispositif créé par 
Dark Beast, une version alternative de Henry McCoy, pour siphonner de mutants et de les placer dans Pointer. Celui-ci semble développer une dépendance à cela, et crie constamment qu'il a besoin de "plus de jus" lors de son power-ups de l'appareil. 
L'uniforme de Pointer référençait le costume de Guardian. Après le remaniement des X-Men d'Osborn, les power-ups ont paru avoir une incidence sur la psyché de Pointer où il semble rester de la personnalité des mutants, dont il draine l'énergie qui s'infiltre dans son esprit.

## Pouvoirs
Michael Pointer est un mutant ayant la capacité d'absorber l'énergie, des personnalités, et les capacités des autres mutants.  Comme le Collectif, il contenait le pouvoir inhérent de presque tous les mutants de la planète. Souvent, ses pouvoirs se manifestent par des rafales d'énergie et les capacités de vol.